# Webbekom

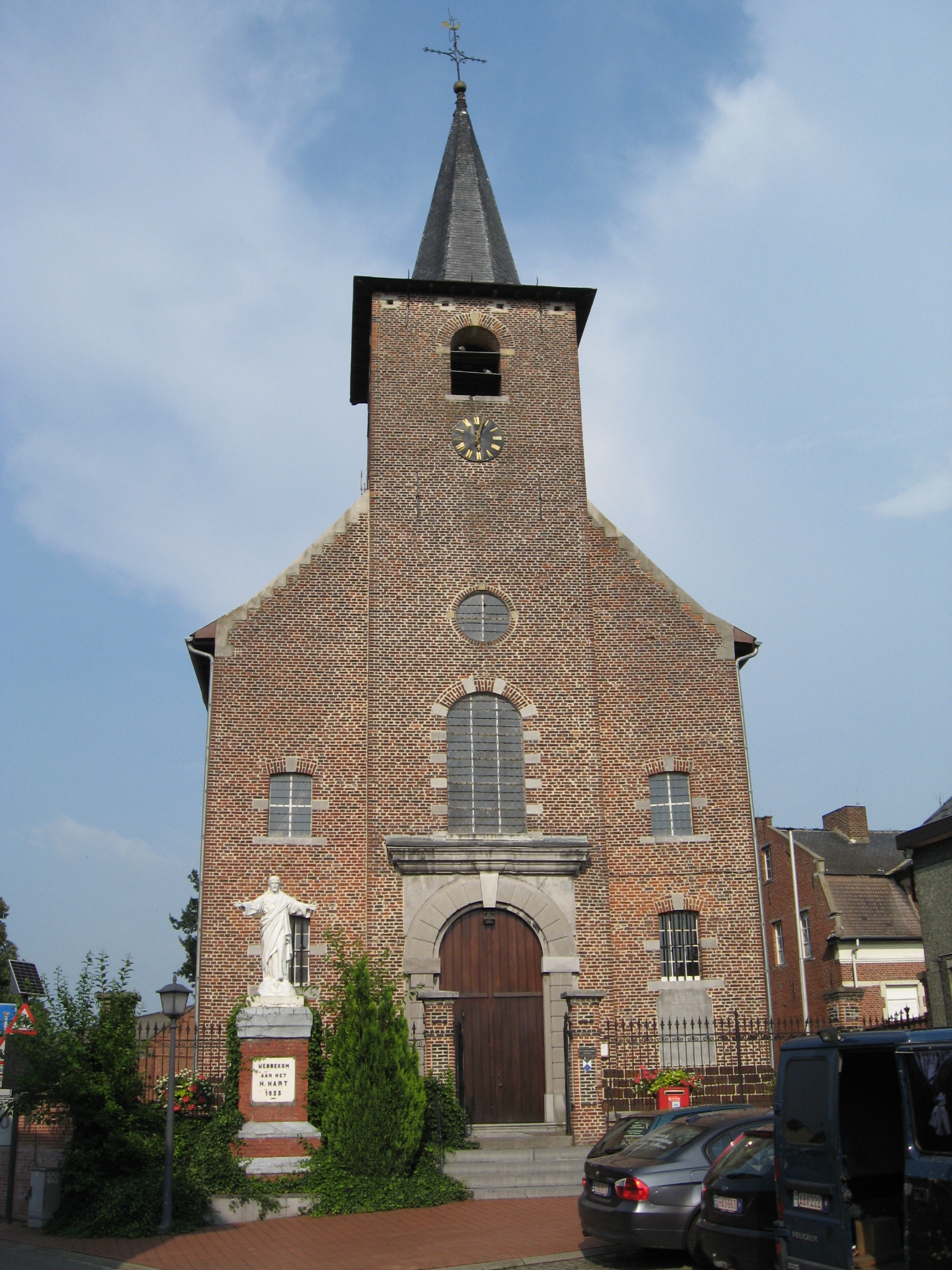
Sint-Trudokerk in Webbekom

Webbekom is een deelgemeente van Diest (kanton Diest, arrondissement Leuven, Vlaams-Brabant, België). Webbekom was een zelfstandige gemeente tot aan de gemeentelijke herindeling van 1970.

## Geschiedenis
Reeds vroeg behoorde Webbekom, samen met Zelem, Schaffen, Linkhout, Donk en Halen, toe aan de abdij van Sint-Truiden. De parochie Webbekom ontstond omstreeks 800, en omvatte tevens de "kapelanie" Assent tot voor het einde van de 18e eeuw.
Het dorp werd in 1507 tijdens de Gelderse Oorlogen verwoest, de kerk ook gedeeltelijk. Tijdens de onlusten van de 16e eeuw en vooral in 1578 werd de kerk opnieuw geteisterd. In 1606 werd ze opnieuw ingewijd.

## Bezienswaardigheden
- De Sint-Trudokerk

## Natuur en landschap
Webbekom ligt in het Hageland en de hoogte bedraagt 20-76 meter. Getuigenheuvels zijn Parelsberg (41 meter), Kloosterberg (53 meter) en Blakenberg (77 meter). Nabij Webbekom stroomt het Zwart Water.
Ten noordoosten van de dorpskern ligt het natuurgebied Webbekoms Broek, dat 240 ha beslaat. Het broek is eigendom van het Vlaams Gewest en bevat rietvelden, hooi- en graslanden, poelen en bosgedeelten. Er zijn delen met veel moerassen en delen met veel bloemen. Hier leven veel vogels en insecten.

## Demografische ontwikkeling
- Bronnen:NIS, Opm:1831 tot en met 1970=volkstellingen; 1976 = inwoneraantal op 31 december

## Folklore
Waar de oude schuttersgilden op vele plaatsen verdwenen zijn, telt dit dorp er nog twee, beide met Sint Sebastiaan als patroon. Als bedevaartplaats is Webbekom sinds lang vermaard. De Heilige Cornelius wordt er vereerd en aangeroepen, vooral tegen kinderziekten en zenuwkwalen.

## Nabijgelegen kernen
Diest, Zelk, Assent